# Idea gordita
Idea gordita är en fjärilsart som beskrevs av Hans Fruhstorfer 1911. Idea gordita ingår i släktet Idea och familjen praktfjärilar. Inga underarter finns listade i Catalogue of Life.